# Winogrady

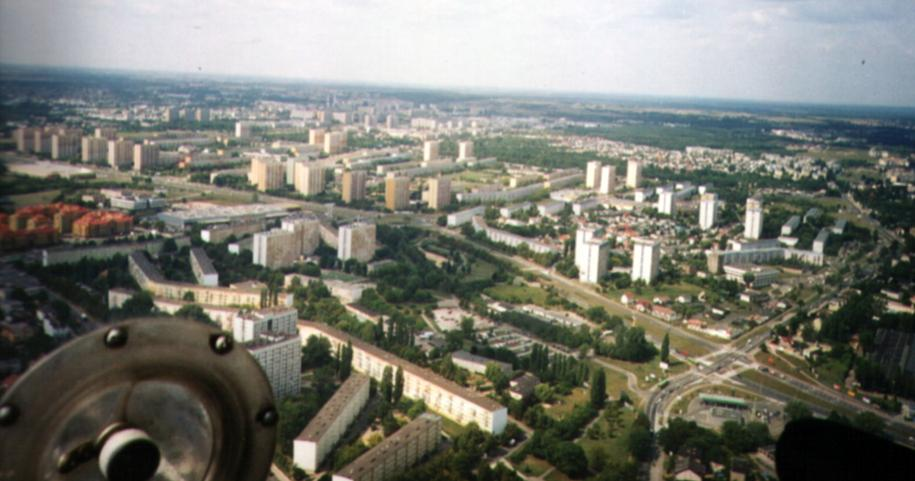
Ảnh chụp từ trên cao của Winogrady

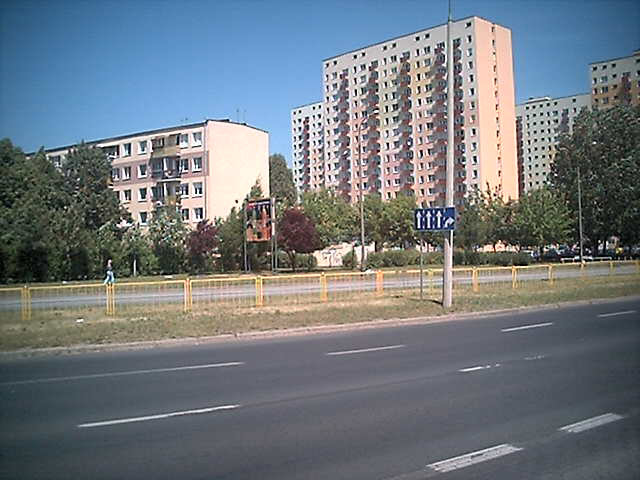
Quận Doesrowe Wzgórze nhìn từ Aleje Solidarności

Winogrady [vinɔˈɡradɨ] là một phần của quận Stare Miasto của thành phố Poznań ở phía tây Ba Lan. Nó nằm ở phía bắc của công viên <i id="mwEg">Cytadela</i> (thành cổ Poznań). Cái tên này đề cập đến những vườn nho trước đây từng tồn tại trong khu vực - trong lịch sử có hai ngôi làng tên là Winiary (mặc dù "Winiary" ngày nay đề cập đến một khu phố ở quận Jeżyce, nơi cư dân được di rời khi pháo đài thành được xây vào những năm 1830).
Các quận được gọi là Osiedle Pod Lipami ("Dưới những cây chanh"), Osiedle Przyjaźni ("Hữu nghị"), Osiedle Kosmonautów (" Nhà du hành vũ trụ Cosmonauts ' "), Osiedle Wichrowe Wzgórze (" Đồi gió hú Wuthering Heights ") và Osiedle Zwycięstwa (" Chiến thắng"). Ngoài ra còn có một quận mới hơn (Osiedle Na Murawie) ở phía đông của huyện. Doesrowe Wzgórze ban đầu được gọi là Osiedle Kraju Rad ("Quận của Hội đồng", ám chỉ Liên Xô), và Pod Lipami được gọi là Osiedle Wielkiego Października ("Di sản của tháng 10"), ám chỉ Cách mạng Tháng Mười); những cái tên này được đổi sau khi chế độ cộng sản sụp đổ.
Đối với các mục đích của chính quyền thành phố, khu vực này được chia thành bốn phần, còn được gọi là quận: Stare Winogrady ("Winogrady cũ"), Nowe Winogrady Północ ("Bắc Winogrady mới"), Nowe Winogrady Wschód ("Đông Winogrady mới"), Nowe Winogrady Południe ("Nam Winogrady mới").
Tuyến xe điện nhanh Poznań ("Pestka") chạy về phía tây của khu vực Winogrady, tiếp tục đi về phía bắc đến Piątkowo và về phía nam đến trung tâm thành phố. Ngoài ra còn có các tuyến xe điện cũ chạy từ trung tâm về phía đông dọc theo ul. Winogrady và sau đó về phía bắc, phục vụ các cư dân ở phần phía đông của huyện.